# Aiue Boulevard
0°32′10″S 166°54′40″Ö / 0.53611°S 166.91111°Ö

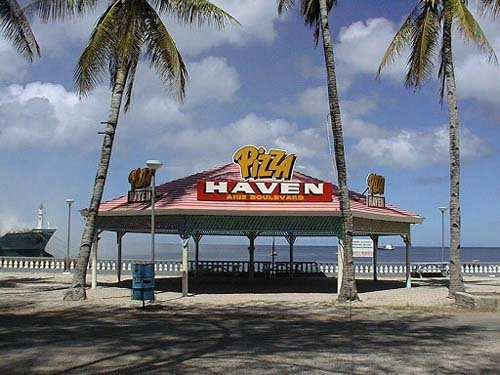
Pizzeria vid Aiue Boulevard

Aiue Boulevard är den största vägen på Nauru. Det är också platsen till en scen som kan ta upp till 2 500 åskådare.
Boulevarden ligger i Orro, mellan huvudkvarterat till Nauru Phosphate Corporation och Aiwohamnen. Vägen är inte asfalterad och det finns terräng på landsidan. Naurus chinatown ligger längs med vägen.